# Pierrette Lambert
Pour les articles homonymes, voir Lambert.
Pierrette Lambert (née le 10 juin 1928 à Orches (Vienne)) est une artiste française. Elle est connue pour avoir dessiné des billets de banque et des timbres-poste.

## Biographie
Pierrette Lambert étudie à l'école des beaux-arts de Poitiers en 1943. En février 1944, elle assiste à l'arrestation de son père, intervenue quelques jours après celle de son frère. Tous deux résistants, ils meurent en déportation. Elle reprend des études à Paris, à l'École de dessin et d'arts appliqués au commerce et à l'industrie, puis à l'École Estienne. Elle y découvre la gravure.

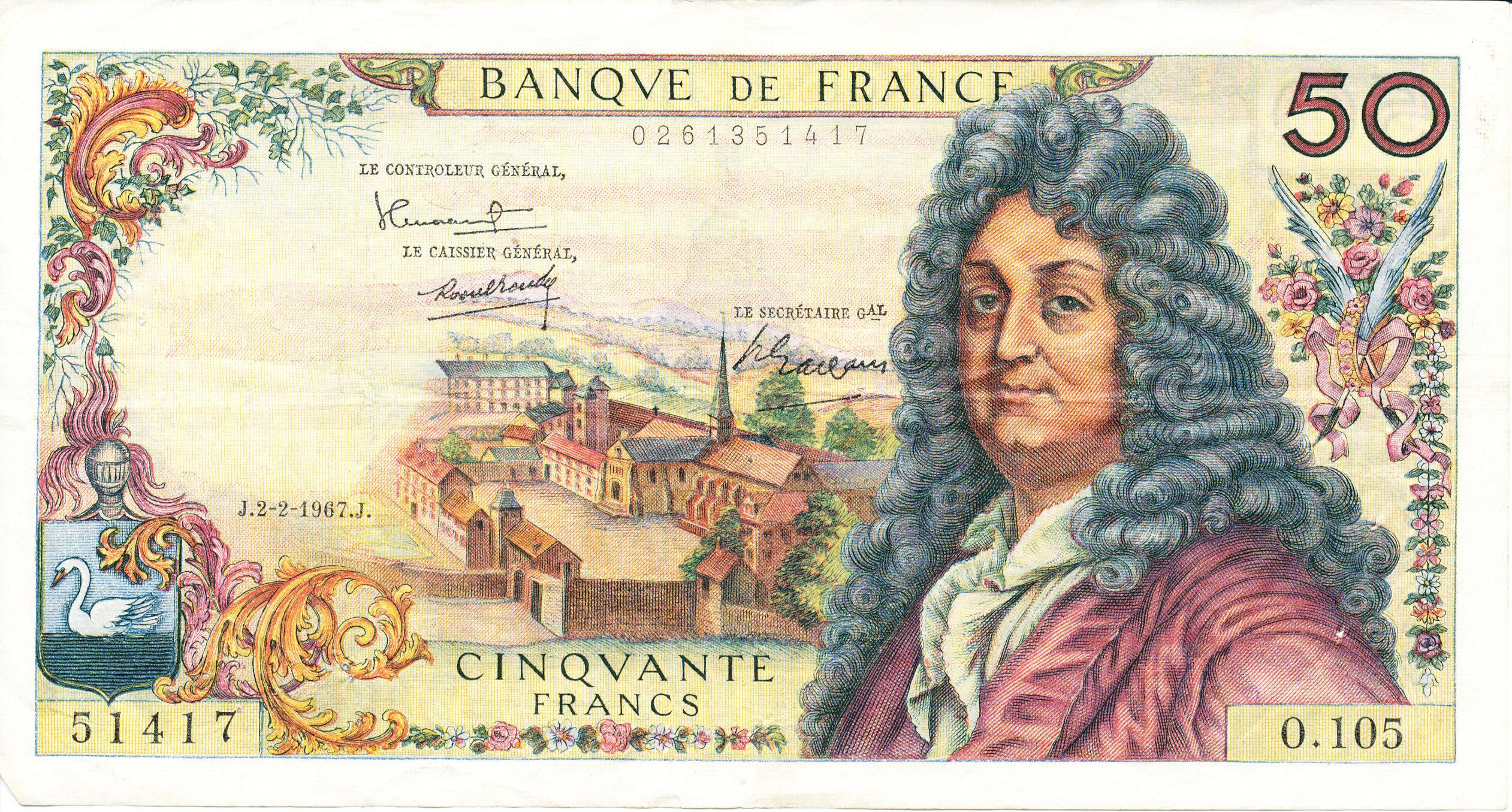
Le verso du premier billet dessiné par Pierrette Lambert, le 50 francs Racine.

Une exposition de ses miniatures à la galerie Ror Volmar la fait remarquer en 1957 par Henry Guitard, directeur de la Banque de France chargé de la fabrication des billets de banque. Seule femme française à avoir conçu des billets de banque, elle dessine pour l’Institut monétaire, entre autres, le 50 francs Racine, et le 5 francs Pasteur. Par la suite, on lui doit le 200 francs Montesquieu. Elle illustre également de nombreux billets étrangers (Maroc, Afrique centrale, Comores, en particulier).
Son travail sur les billets lui permet de postuler à la réalisation de timbres-poste. Les deux premiers sont émis en 1962 pour Saint-Pierre-et-Miquelon : ils représentent deux fleurs (Calopogon pulchellus et Cypipredium acaule). Dès l'année suivante, elle dessine deux timbres pour la France métropolitaine : « Château d'Amboise » gravé par Robert Cami et « Saint-Flour » gravé par Claude Durrens devant ainsi la première femme à signer un timbre pour la métropole.

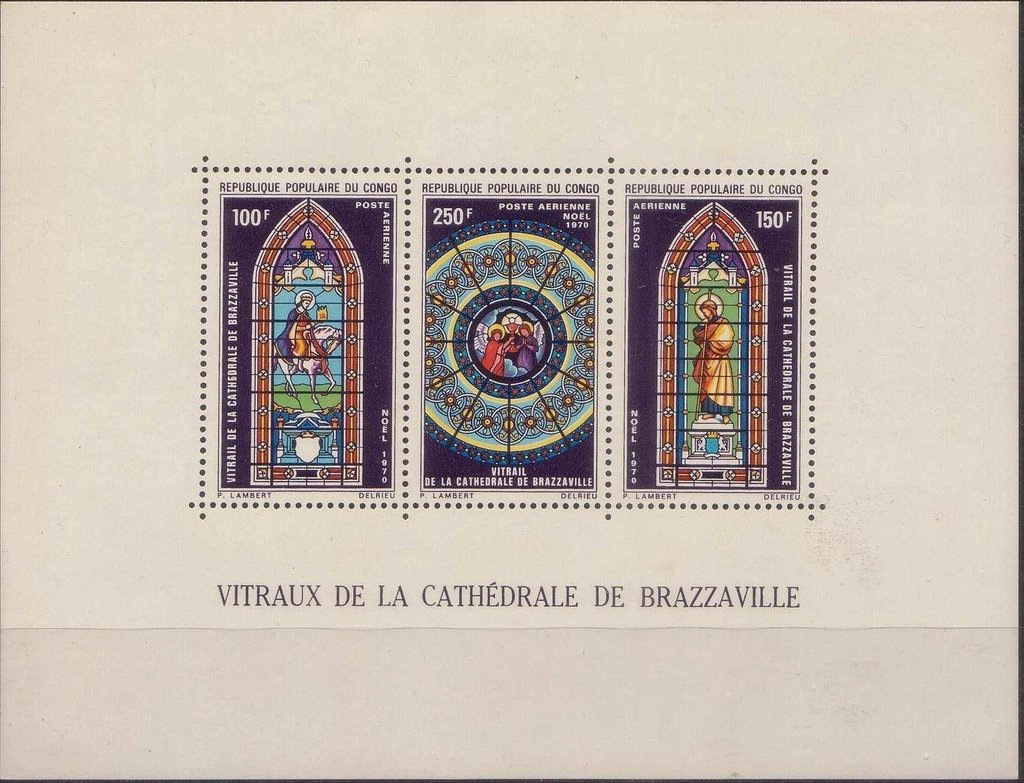
Timbres-poste des vitraux de la cathédrale de Brazzaville.

Pour ses timbres-poste, Pierrette Lambert a reçu plusieurs récompenses dont des grands prix de l'art philatélique pour des timbres de France, de Monaco et de trois pays francophones d'Afrique. Elle a reçu deux fois le prix du Philatelic Music Circle pour le plus beau timbre musical de l'année avec trois timbres monégasques : en 1987 pour le timbre-poste Jean-Sébastien Bach et Haendel, et en 1988 pour les timbres « Bicentenaire de la création de Don Giovanni » de Mozart et « 150e anniversaire de la Grande Messe des morts » de Berlioz.
Son dernier timbre-poste est émis en France en 1997, soit en tout environ 1 300 timbres,. Elle prend sa retraite car elle est en désaccord sur la façon dont les mentions de pays, de valeurs, etc., sont mises en page autour de ses créations ou de ses miniatures d'œuvres d'art. Elle se consacre depuis à la peinture, notamment les miniatures avec un pinceau constitué d'un unique poil de martre sauvage, jugeant le poil des martres d'élevage trop épais.
Elle participe au concours de la conception des billets en euros, mais ce sont les projets de Robert Kalina qui sont retenus.
Fin 2014, ses œuvres fiduciaires, philatéliques et personnelles font l'objet d'une exposition organisée par la Banque de France et la future Cité de l'économie et de la monnaie à Paris.
Depuis 2016, elle est exposée à la galerie Olympe de Gouges, à Paris,. Parallèlement à son activité professionnelle, Pierrette Lambert compose une œuvre picturale originale, où elle  exploite ses talents de peintre-miniaturiste sur de multiples supports : toile, papier, ivoire, aquarelle sur laque, du plus petit au  format petit aigle. Sa production s'intéresse à la nature, à la femme comme à la spiritualité. Elle a ainsi  notamment exposé deux tableaux, dont l'huile sur toile « Chouettes » (56 × 95 cm) au Salon des Indépendants en 1984.
Son nom figure dans liste des chevaliers de la Légion d'Honneur de la promotion du 14 juillet 2024.

## Décorations
- Chevalier de la Légion d'honneur (2024)[10]

### Sources
- « Conversation avec... Pierrette Lambert. Son univers... sa beauté », entretien avec Jean-François Decaux, paru dans Timbres magazine no 64, janvier 2006, pages 28–30.
- « Dis, l'artiste, dessine-moi le timbre de tes rêves... », entretien paru dans l'Écho de la timbrologie no 1805, mars 2007, pages 12–13. Le dessin proposé par l'artiste est titré Flora : une allégorie féminine est entourée des trente-et-une espèces de fleurs que Pierrette Lambert a dessiné sur timbres.